# Aéroport international de Xiamen-Gaoqi
 (février 2015).
Si vous disposez d'ouvrages ou d'articles de référence ou si vous connaissez des sites web de qualité traitant du thème abordé ici, merci de compléter l'article en donnant les références utiles à sa vérifiabilité et en les liant à la section « Notes et références ».
L'aéroport international de Xiamen-Gaoqi (code IATA : XMN • code OACI : ZSAM) est situé à Xiamen, dans la province du Fujian, dans le Sud-Est de la République populaire de Chine.
Il dessert 60 destinations nationales et internationales.

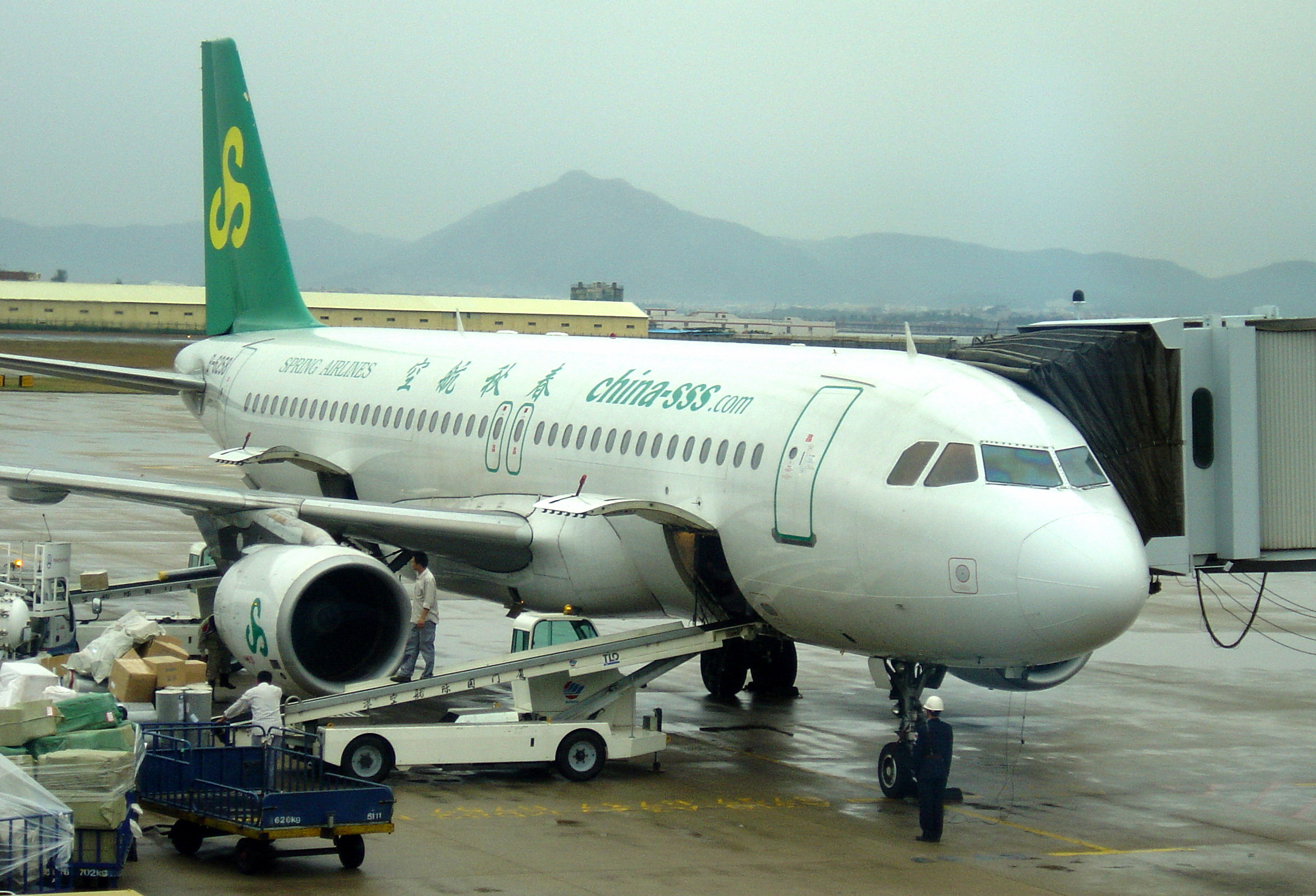
Airbus A320 de Spring Airlines.

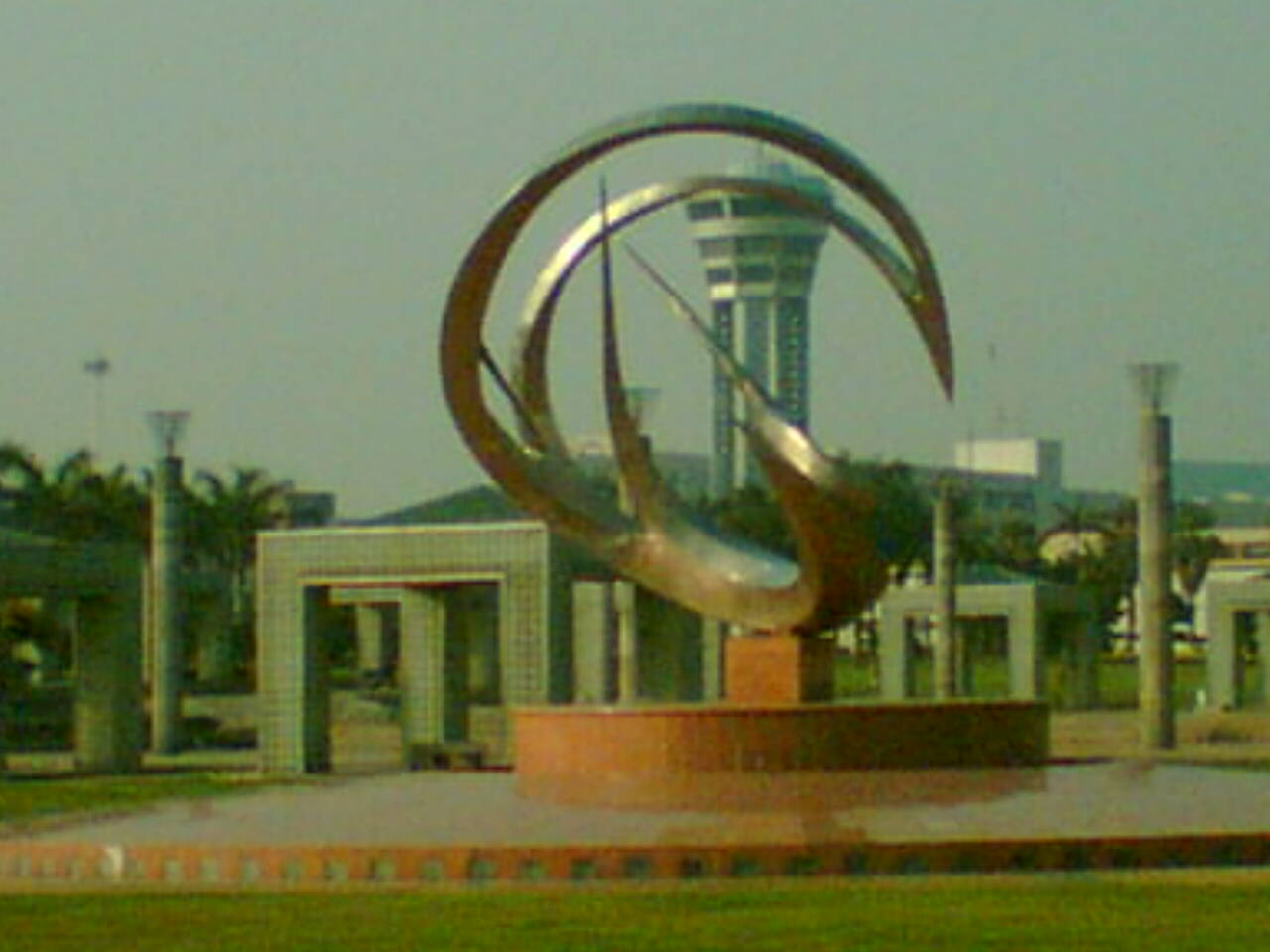
Un emblème de l'aéroport. Derrière, on peut voir la tour de contrôle.

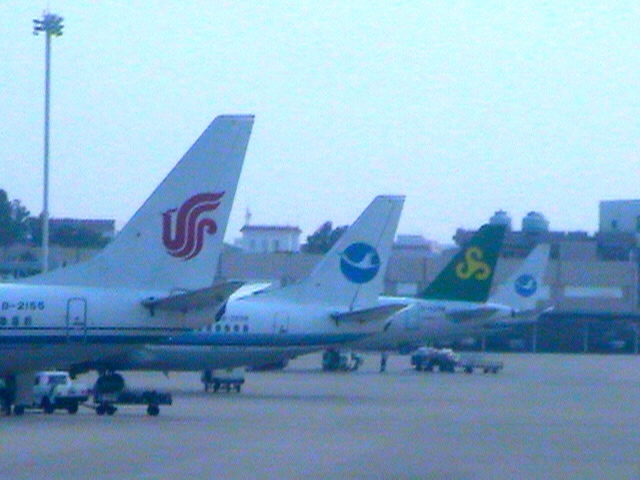
Avions à l'aéroport Gaoqi.

## Situation

### Carte des 50 premiers aéroports de Chine
| \| 500 km1:25 016 000 \| Baotou Canton Changchun Changsha Chengdu-CTU Chengdu-TFU Chongqing Dalian Fuzhou Guilin Guiyang Haikou Hailar Hangzhou Harbin Hefei Hohhot Jinan Jinghong Kunming Lanzhou Lhassa Lijiang Nanchang Nankin Nanning Ningbo Pékin · Capitale Pékin · Daxing Qingdao Quanzhou Sanya Shanghaï-Pudong Shanghaï-Hongqiao Shantou-Chaozhou-Jieyang Shenyang Shenzhen Shijiazhuang Taiyuan Tianjin Ürümqi Wenzhou Wuhan Suzhou Xiamen Xi'an Xining Yantai Yinchuan Zhengzhou Zhuhai-Jinwan |
| 500 km1:25 016 000 |

## Statistiques
Pour des raisons techniques, il est temporairement impossible d'afficher le graphique qui aurait dû être présenté ici.

Voir la requête brute et les sources sur Wikidata.

## Compagnies aériennes et destinations

### Passagers
| Compagnies                                         | Destinations |
| -------------------------------------------------- | --- |
| Air China                                          | Pékin-Capitale, Chengdu-Shuangliu, Chongqing-Jiangbei, Tianjin Binhai, Wuhan |
| Air Macau                                          | Macao |
| All Nippon Airways                                 | Tokyo-Narita |
| Beijing Capital Airlines                           | Pékin-Capitale, Guilin-Liangjiang, Hefei, Hohhot, Huangshan-Tunxi, Sanya-Phénix, Wuhan, Xi'an-Xianyang |
| Cathay Dragon                                      | Hong Kong |
| Cebu Pacific                                       | Manille-N. Aquino |
| Chengdu Airlines                                   | Chengdu-Shuangliu, Ji'an, Kunming-Changshui, Liuzhou |
| China Eastern Airlines                             | Baotou-Donghe, Changzhou, Dalian-Zhoushuizi, Hangzhou-Xiaoshan, Hefei, Huai'an, Jinan, Kunming-Changshui, Linyi (zh), Nankin, Ordos Ejin Horo, Shanghai-Hongqiao, Shanghai-Pudong, Taiyuan-Wusu, Wuhan, Wuxi/Suzhou, Xi'an-Xianyang, Xining-Caojiabao, Yibin Wuliangye (en), Yinchuan Hedong, Yulin (en), Zhanjiang-Wuchuan |
| China Eastern Airlines opéré par Shanghai Airlines | Canton-Baiyun, Shanghai-Hongqiao, Shanghai-Pudong |
| China Express Airlines                             | Bijie-Feixiong (en), Chongqing-Jiangbei |
| China Southern Airlines                            | Changchun, Dalian-Zhoushuizi, Canton-Baiyun, Guiyang, Haikou, Hangzhou-Xiaoshan, Harbin Taiping, Hefei, Nankin, Nanning, Qingdao-Jiaodong, Sanya-Phénix, Shenyang, Shenzhen-Bao'an, Ürümqi-Diwopu, Wuhan, Xiangyang-Luiji, Yiwu, Zhengzhou |
| China United Airlines                              | Pékin-Nanyuan |
| Far Eastern Air Transport                          | Kaohsiung, Taichung Charter : Magong |
| Hainan Airlines                                    | Pékin-Capitale, Changzhi-Wangcun (en), Datong (en), Haikou, Harbin Taiping, Hefei, Lanzhou, Nanchang-Changbei, Shenyang, Shenzhen-Bao'an, Taiyuan-Wusu, Ürümqi-Diwopu, Xi'an-Xianyang, Xuzhou-Guanyin, Zhengzhou |
| Hebei Airlines                                     | Nankin, Shijiazhuang |
| Jiangxi Air                                        | Nanchang-Changbei |
| Juneyao Airlines                                   | Beihai-Fucheng, Nankin, Shanghai-Hongqiao, Shanghai-Pudong |
| KLM                                                | Amsterdam |
| Korean Air                                         | Séoul-Incheon |
| Kunming Airlines                                   | Kunming-Changshui, Nanning, Wuyishan (en) |
| Lucky Air                                          | Guilin-Liangjiang, Kunming-Changshui |
| Malaysia Airlines                                  | Kuala Lumpur |
| Mandarin Airlines                                  | Kaohsiung, Taïwan-Taoyuan |
| Okay Airways                                       | Changsha, Tianjin Binhai |
| Philippine Airlines                                | Manille-N. Aquino |
| Shandong Airlines                                  | - Pékin-Capitale, - Changchun, - Changsha, - Chengdu-Shuangliu, - Chongqing-Jiangbei, - Dalian-Zhoushuizi, - Canton-Baiyun, - Guilin-Liangjiang, - Guiyang, - Hangzhou-Xiaoshan, - Harbin Taiping, - Hefei, - Hohhot, - Jinan, - Jingdezhen, - Kunming-Changshui, - Lanzhou, - Nankin, - Nanning, - Qingdao-Jiaodong, - Qionghai-Bo'ao (en), - Quzhou (en), - Rizhao Shanzihe (en), - Sanya-Phénix, - Shanghai-Pudong, - Shenyang, - Taiyuan-Wusu, - Tianjin Binhai, - Tongren Fenghuang (en), - Wuhan, - Wuyishan (en), - Xi'an-Xianyang, - Yantai, - Yinchuan Hedong, - Zhengzhou, - Zhoushan Putuoshan, - Zhuhai |
| Sichuan Airlines                                   | Changsha, Changzhou, Chengdu-Shuangliu, Chongqing-Jiangbei, Ganzhou Huangjin, Harbin Taiping, Kunming-Changshui, Yichun-Mingyueshan |
| SilkAir                                            | Singapour-Changi |
| Skywings Asia Airlines                             | Charter : Siem Reap-Angkor |
| Spring Airlines                                    | Shanghai-Hongqiao, Shanghai-Pudong, Shijiazhuang |
| Tianjin Airlines                                   | Anqing-Tianzhushan (en), Changde Taohuayuan (en), Fuyang (en), Nanchang-Changbei, Ordos Ejin Horo, Tianjin Binhai, Xi'an-Xianyang, Zunyi (zh) |
| Thai Airways                                       | Bangkok-Suvarnabhumi |
| Uni Air                                            | Taïpei-Songshan |
| West Air                                           | Changsha, Chongqing-Jiangbei |
| XiamenAir                                          | - Amsterdam, - Bangkok-Suvarnabhumi, - Pékin-Capitale, - Mactan-Cebu, - Changchun, - Changsha, - Chengdu-Shuangliu, - Chizhou Jiuhuashan (en), - Chongqing-Jiangbei, - Dalian-Zhoushuizi, - Denpasar-Bali, - Canton-Baiyun, - Guilin-Liangjiang, - Guiyang, - Haikou, - Hailar, - Hangzhou-Xiaoshan, - Harbin Taiping, - Hefei, - Hô Chi Minh Ville (Tân Sơn Nhất), - Hohhot, - Hong Kong, - Huangshan-Tunxi, - Djakarta-S.-Hatta, - Jinan, - Kaohsiung, - Kuala Lumpur, - Kunming-Changshui, - Lanzhou, - Lianyungang-Huaguoshan, - Lhassa-Gonggar, - Lijiang, - Los Angeles, - Luzhou-Yunlong, - Macao, - Manille-N. Aquino, - Melbourne-Tullamarine, - Mianyang Nanjiao, - Nanchang-Changbei, - Nankin, - Nanning, - Nantong Xingdong, - Ningbo, - Osaka-Kansai, - Paris-Charles de Gaulle, - Phnom Penh, - Phuket, - Qingdao-Jiaodong, - Sanya-Phénix, - Séoul-Incheon, - Shanghai-Hongqiao, - Shenyang, - Siem Reap-Angkor, - Singapour-Changi, - Sydney-K. Smith, - Taïpei-Songshan, - Taïwan-Taoyuan, - Taiyuan-Wusu, - Tianjin Binhai, - Tokyo-Narita, - Ürümqi-Diwopu, - Vancouver, - Wanzhou-Wuqiao, - Wuhan, - Wuyishan (en), - Xi'an-Xianyang, - Xining-Caojiabao, - Xuzhou-Guanyin, - Yancheng, - Yangon, - Yichang, - Yinchuan Hedong, - Yuncheng, - Zhengzhou, - Zhoushan Putuoshan, - Zhuhai |

Édité le 30/01/2018

### Cargo
| Compagnies                | Destinations                |
| ------------------------- | --------------------------- |
| ANA Cargo                 | Tokyo-Narita                |
| Cargolux                  | Beijing-Capital, Luxembourg |
| Cathay Pacific Cargo      | Hong Kong, Shanghai-Pudong  |
| China Cargo Airlines (en) | Osaka-Kansai                |
| Hong Kong Airlines Cargo  | Hong Kong, Shanghai-Pudong  |
| Korean Air Cargo          | Séoul-Incheon               |
| Martinair Cargo           | Amsterdam, Tianjin          |
| Singapore Airlines Cargo  | Nanjing                     |
| Yangtze River Express     | Clark, Shanghai-Pudong      |

Note : au 2 mars 2015

## Voir également
- Liste des aéroports en Chine
- Liste des aéroports les plus fréquentés de Chine
- Aéroport international de Xiamen-Xiang'an, le nouvel aéroport international en construction.